# ユナイト (曲)
「ユナイト」は、三澤紗千香の楽曲。彼女のデビューシングルとして2012年8月1日にワーナー・ホーム・ビデオから発売された。

## 概要
本曲は、テレビアニメ『アクセル・ワールド』の後期エンディングテーマに起用された。作曲をヴィジュアル系バンドのアンティック-珈琲店-が手掛けている事もあり、ギター旋律中心のロック色の強い曲に仕上がっている。歌詞にも諦めずに頑張る黒雪姫と、真っ直ぐ頑張る三澤の気持ちが投影されている。レコーディングは当初正確に歌うよう意識するあまり緊張することがあったため、ライブ感覚で歌うようにしたという。
シングルは、初回限定盤（1000321906）と通常盤（1000321907）の2種リリースで、初回限定盤には本曲のPV、PVのBand Version、メイキング映像、CM映像が収録されている。初回限定盤のジャケットでは、『アクセル・ワールド』に登場するキャラクターの黒雪姫と梅郷中学の制服を着た三澤が、通常盤のディスクジャケットでは鏡越しの三澤と手を取り合っている様子が描かれている。カップリング曲「トワイライト」は、三澤曰く「高校の帰り道に聴きたいようなふんわりした曲」であるという。

## チャート記録
2012年8月13日付のオリコン週間シングルチャートで19位を獲得。初動売上は0.5万枚を記録した。デイリーチャートでは7月31日付で最高位の14位を獲得した。
2012年8月13日付のBillboard JAPAN HOT 100で91位、Billboard JAPAN Hot Singles Salesで18位、Billboard JAPAN Hot Animationで6位を獲得した。また、2012年7月30日から8月5日調査分のサウンドスキャンの週間シングルCDソフトTOP20では20位、2012年8月11日放送分のCOUNT DOWN TV内のThis Week's TOP 100では38位を獲得した。

## 収録曲
（全作詞：分島花音、編曲：千葉"naotyu-"直樹）
CDシングル
1. ユナイト [3:51]
  - 作曲：takuya（アンティック-珈琲店-）
  - テレビアニメ『アクセル・ワールド』後期エンディングテーマ
2. トワイライト [4:20]
  - 作曲：流歌
3. ユナイト（Instrumental）
4. トワイライト（Instrumental）

DVD（初回限定盤のみ）
1. 「ユナイト」MUSIC Video
2. 「ユナイト」MUSIC Video Band Version
3. 「ユナイト」Making film
4. 「ユナイト」TV-SPOT